# 道化師 (オペラ)
『道化師』（どうけし、イタリア語: Pagliacci）は、ルッジェーロ・レオンカヴァッロが作曲、1892年に初演された全2幕からなるオペラである。マスカーニ作曲の『カヴァレリア・ルスティカーナ』と並んで、ヴェリズモ・オペラの代表作として名高い。

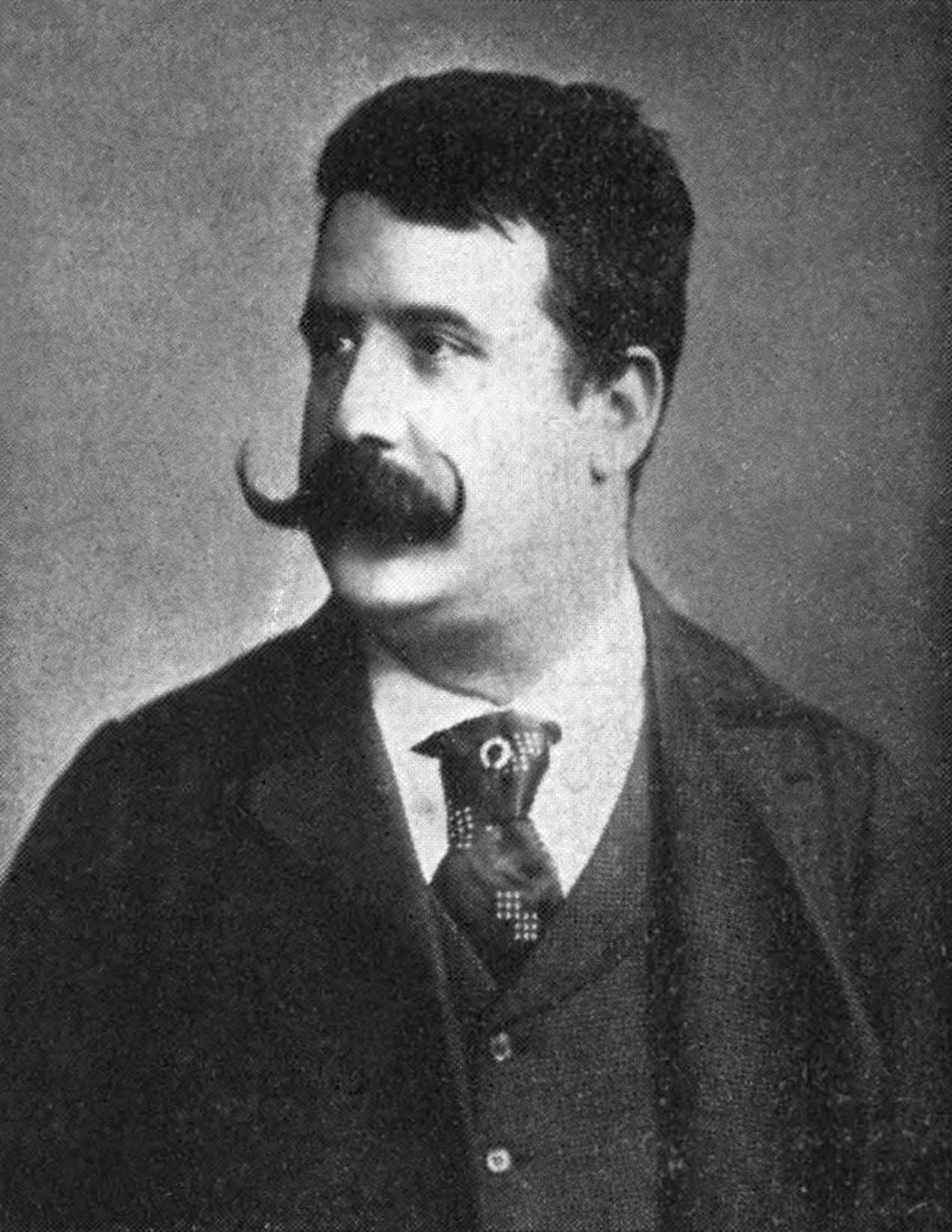
ルッジェーロ・レオンカヴァッロ

このオペラ自身の上演時間が短いこと、場面転換の必要がないことなどもあって、ヴェリズモ・オペラのもう一つの代表作『カヴァレリア・ルスティカーナ』と合わせて一晩で上演することも多い。これをオペラ界の隠語で"Cav and Pag"と呼ぶ。しかし、『カヴァレリア』のトゥリッドゥと『道化師』のカニオを一人で歌いきるのはテノールにとってかなりの重労働であるのも事実である。

## 作曲の経緯
マスカーニの「カヴァレリア・ルスティカーナ」の成功（1890年）を目の当たりにしたレオンカヴァッロが、自ら台本を書いて短期間で作曲を完成したもの。なおこのプロットは、1865年5月にカラブリア州モンタルトで発生し、判事だったレオンカヴァッロの父が裁判を担当した実在の事件にヒントを得たというのが作曲者の主張である。
しかし今日の詳細な研究では、作曲者8歳時の同事件とオペラの筋書にはそれほどの共通点は見出せず、むしろ作曲者はフランスの劇作家カチュール・マンデスの戯曲『タバランの妻』（La Femme de Tabarin, 1887年パリ初演）、あるいはスペインの劇作家マヌエル・タマーヨ・イ・バウスの劇『新演劇』（Un Drama Nuevo, 1867年マドリッド初演）からの翻案を行ったのではないかとの説が有力になってきている。事実、フランス語版を見たマンデスは『タバランの妻』からの盗作だとして訴訟を起こしたが、レオンカヴァッロは上記の主張の他に、『タバランの妻』のイ・バウスとの類似点を指摘。結果、マンデスは訴訟を取り下げるに至った。
なお、レオンカヴァッロはこの作品をソンゾーニョ社が行ったソンゾーニョ・コンクールに応募したが、第三次選考に漏れた。だが、ソンゾーニョ社の社長の目にとまり、アルトゥーロ・トスカニーニの指揮で初演されて大成功をおさめ、今日ではヴェリズモ・オペラの代表作のひとつとなっている。結果として、レオンカヴァッロにとっては唯一の成功作となった。

## 主な登場人物
| 人物名（役どころ）         | 劇中劇での役名 | 声域     |
| -------------------------- | -------------- | -------- |
| カニオ（旅回り一座の座長） | パリアッチョ   | テノール |
| ネッダ（女優でカニオの妻） | コロンビーナ   | ソプラノ |
| トニオ（せむしの道化役者） | タッデーオ     | バリトン |
| ベッペ（色男役者）         | アルレッキーノ | テノール |
| シルヴィオ（村の青年）     | -              | バリトン |
| 合唱                       |                |          |

## あらすじ
- 全曲（1907年の録音）時と場所：1865年頃、南イタリア・カラブリア地方のモンタルト村のはずれにある路上。8月15日の聖母被昇天祭日の午後に始まり、同夜までの出来事。

### 前奏曲とプロローグ
力強い前奏曲に続いて、まだ下りた幕間から舞台で用いる仮面を付けたトニオが登場。舞台の上では道化を演じる我々役者もまた血肉をもち、愛憎を重ねる人間であり、それを想った作曲者は涙してこの曲を作ったのだ、云々との前口上（プロローグ）を述べる。

### 第1幕
祭日ということで着飾った村人たちが待ち焦がれる旅回りの一座が、座長カニオを先頭にやってくる。カニオは「今晩23時から！ 忘れずに芝居を観に来てくれ」と宣伝し、団員のベッペや村の男たちと居酒屋に繰り出す。他の村人たちは教会の礼拝に向かう中、カニオの妻・ネッダは独り残って自由な生活への憧憬を歌う。彼女に思いを寄せていたせむしの道化役者トニオは、物陰から現れて言い寄るが、手ひどく鞭で打たれ、逃げ出す。入れ違いに村の青年シルヴィオが現れる。実はネッダとシルヴィオは相思相愛の仲で、一座がこの村に寄るたび、逢瀬を重ねていた。2人は駆け落ちの相談を始める。それを発見したトニオは、仕返しの好機とばかりにカニオを呼んでくる。ネッダがシルヴィオに「今夜からずっと、あたしはあんたのもの」と言うのを聞いてカニオはついに逆上、シルヴィオは慌てて逃げ出し、ネッダは情夫の名をカニオに明かすのを拒む。大騒ぎを聞きつけてベッペも戻ってきてカニオを鎮め、芝居の仕度を促す。カニオは、怒りも悲しみも隠して道化芝居を演じ、客を笑わせなければならない役者の悲しみを歌う。

### 第2幕
美しい間奏曲の後、村人がお待ちかねの芝居が始まる。ネッダ扮するコロンビーナが恋人アルレッキーノを待ちわびているところへ、下男タッデーオが現れ言い寄るが、あっけなく蹴り飛ばされ退場する。アルレッキーノとコロンビーナがやっと逢引を始めるところに、タッデーオが「パリアッチョが帰ってきた！」と急を告げる。パリアッチョを演ずるカニオは、コロンビーナが逃げ出すアルレッキーノに向かって「今夜からずっと、あたしはあんたのもの」と言うのを聞いて、それが先ほどの現実世界と同じ台詞であることに混乱し、芝居と現実との見境がつかなくなっていく。「情夫の名を言え。おれはもう道化師ではない」と叫ぶカニオの迫真の演技に、村人は拍手喝采する。ネッダは危険を悟り逃げ出そうとするが、カニオは彼女を刺殺し、ネッダを助けようと舞台に上がってきたシルヴィオもまたカニオに殺される。村人たちが大混乱の中、カニオは「芝居はこれでおしまいです」とつぶやき、終幕となる。

## ギャラリー

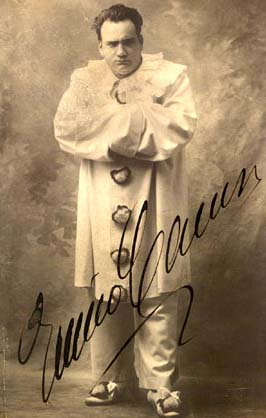
カニオ役のエンリコ・カルーソ
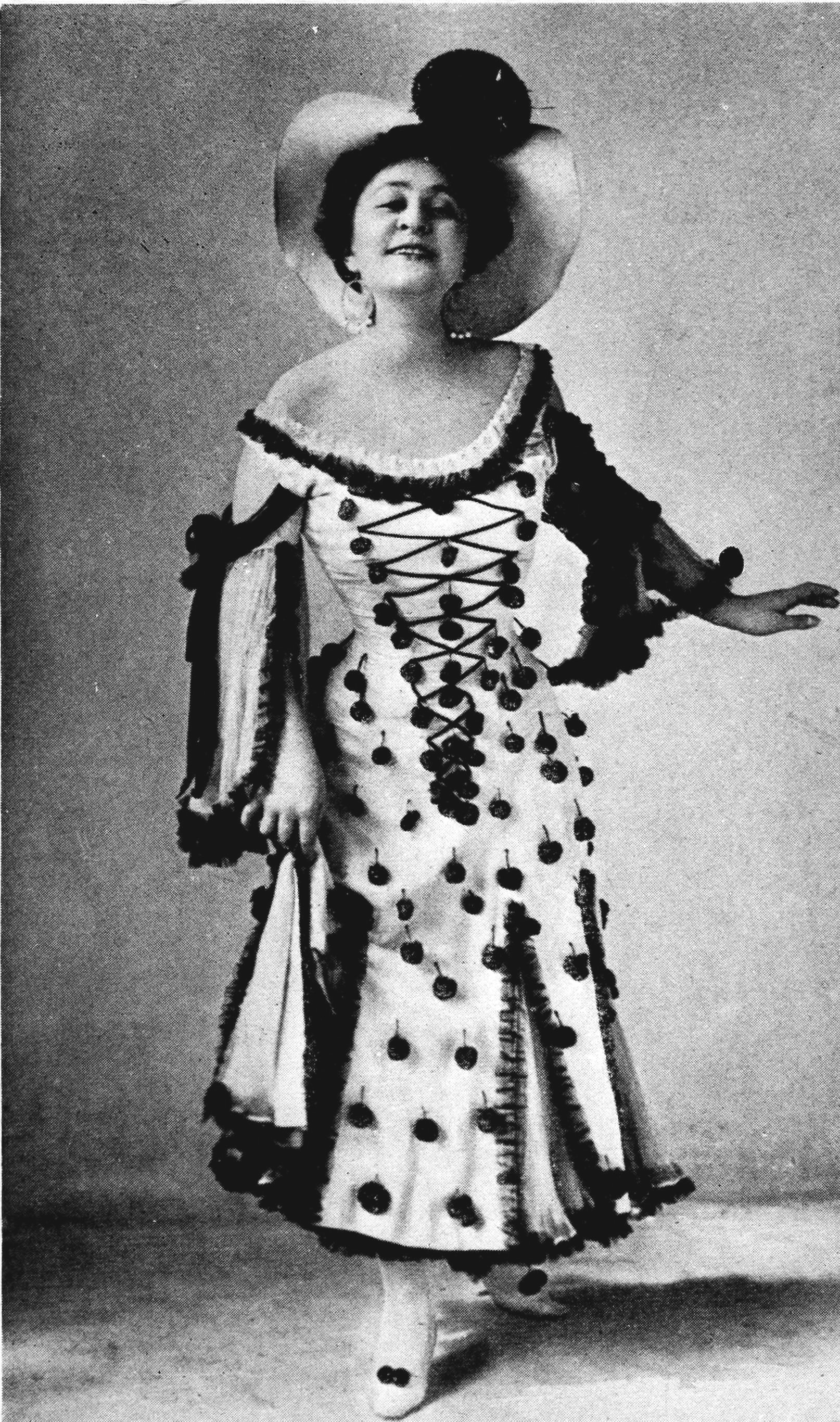
ネッダ役のベラ・アルテン（英語版）

## 著名なアリア
- 衣装をつけろ（カニオ）
- おお、コロンビーナ（アルレッキーノ）
- もう道化師じゃない（カニオ）

## 備考
- 当初のタイトルは、単数形の"Il Pagliaccio"だったが、初演でのトニオ歌手ヴィクトル・モレル（英語版、フランス語版）[注釈 7] の提案により、複数形の"I Pagliacci"に変更された。これは、モレルが主役のカニオのみならず自身の役にも関心を持ってもらおうとしたためとされる。

- 当初は現行より更に短く仕上げられた作品だったが、モレルの要請によって、初演前にプロローグが新たに書かれ、作品はほぼ現在知られる姿に仕上がった。タイトルについての逸話ともあわせて、モレルの「営業熱心」ぶりが結果として、作品の姿に影響を留めているといえる。

- 物語の中心に据えられるのは、不倫の被害者となって犯罪加害者へと転落してしまうカニオの悲劇だが、上演時間の短さを活かすかのように、カニオをはじめ主要人物たちが、それぞれ被害・加害両面の顔を見せつつ結末へと雪崩れ込んでいくような、濃密な人間模様が描かれており、一通りではない感情表現が求められることから、歌唱ばかりではなく、演唱により表現できる「歌役者」を必要とするオペラとしても知られている。